# Hinton Martell
Hinton Martell – wieś i były civil parish w Anglii, w hrabstwie ceremonialnym Dorset, w dystrykcie (unitary authority) Dorset, w civil parish Hinton. Leży 36 km na północny wschód od miasta Dorchester i 149 km na południowy zachód od Londynu.